# Ідентифікація (психологія)
Ідентифіка́ція (від лат. iden — «так само», та лат. facere — «робити»; буквально означає «прирівняти») — широке поняття психологічної науки (психології та психоаналізу) стосовне психічного процесу уподібнення себе з іншим індивідом чи групою на основі емоційного зв'язку; набуття, засвоєння цінностей, ролей, моральних якостей іншої людини, особливо батьків; копіювання суб'єктом думок, почуттів, дій іншої людини, яка є моделлю; є способом розуміння іншої людини через усвідомлене чи неусвідомлене ототожнення її з собою, намагання зрозуміти її стан, настрій, самооцінку, ставлення до світу, уявивши себе на її місці. Поняття було введене 3игмундом Фрейдом, і поширилося далеко за рамки психоаналізу, зокрема в соціальній психології, і в сучасному розумінні охоплює декілька сфер психічної реальності, що перетинаються.
В залежності від класифікації характеристик ототожнення, виділяють такі види ідентифікації: ситуативну ідентифікацію, групову, соціальну, особистісну (політична ідентифікація, котра входить до розділу особистісної). Соціальна ідентифікація стосується процесу, коли людина ототожнює себе як агента соціального кола. Групова ідентифікація — уподібнення себе спільності групи. У психології цей термін описує процес, у якому людина ставить себе в роль або ситуацію іншої людини, або внутрішній психічний процес, який навіть створює ідентичність, створюючи відчуття причетності. Найглибше цей механізм досліджено в психоаналізі, де ідентифікація фігурує як важливий несвідомий процес, завдяки якому відбувається саморозвиток "Я" суб'єкта. 
Такий процес може відбуватися свідомо, як у актора, який ідентифікує себе з роллю, яку він грає. Крім того, ідентифікація може відбуватися з людиною передсвідомо, що зазвичай буває, наприклад, коли глядач фільму чи вистави ототожнює себе з одним із героїв. Передсвідоме означає, що це відбувається мимоволі, тобто без наміру, але є свідомим. Крім того, ідентифікація також може відбуватися несвідомо, як це майже є правилом в розвитку ідентичності в онтогенезі людини.
Ідентифікація — це концепція в психології та психоаналізі, а також у вивченні мистецтва. Люди здатні ідентифікувати себе не тільки з іншими людьми, але й з групами, з організацією чи установою, з релігією, зі світоглядом, твариною, предметом, ідеєю тощо. Це не обов'язково, але може сприяти формуванню ідеологій.
Ідентифікація не обов'язково має бути свідомою та усвідомленою, але часто підпорядковується несвідомим процесам, які відіграють важливу роль у психоаналізі як механізм захисту. Водночас розвиток особистості неможливий без процесів ідентифікації.

## Загальна психологія та психоаналіз
Ідентифікація є значущою частиною нормального формування особистості. Розвиток психологічних процесів, емпатії, ідентифікації та ін., а також оволодіння конструктивними способами розв'язання конфліктних ситуацій має важливе значення для попередження і стримування надмірної агресивності.

### У психосоціальній сфері
Соціальна психологія — це вивчення взаємодії особистості та середовища. Соціальна ідентифікація — процес установлення відповідності між поведінкою індивіда і вимогами навколишнього середовища. У соціальній психології ідентифікація розглядається як найважливіший механізм соціалізації, що проявляється в прийнятті індивідом соціальної ролі при входженні в групу, в усвідомленні ним групової приналежності, формуванні соціальних установок, стандартів, цінностей, опановувати різні види діяльності і т.д. У психоаналітичній сфері — це першочерговий процес формування особистості. У соціальній групі механізм ідентифікації забезпечує взаємний зв'язок індивідів, створює афективну спільність як особливе втілення, «вчуття», здобуваючи в деяких випадках властивість «психічної інфекції», дуже характерної для натовпу.
Ідентифікація з групою людей є важливим явищем у політиці, коли йдеться про «інгрупи», тобто про групи, до яких належить відповідна особа. Цю внутрішню групу зазвичай оцінюють позитивно. Перебільшеними формами цієї ідентифікації є місцевий патріотизм, регіоналізм і шовінізм. Люди, які належать до іншої етнічної групи чи релігії, ніж члени внутрішньої групи, часто стають об'єктами ксенофобії. У соціальній психології «регіоналізм» відноситься до ідентифікації з позитивно оціненою регіональною групою (приклад: «Ми, Саксонія»). Еміль Кюнг трактує позитивну оцінку регіонального як «роздум про переваги малого та керованого». Багато людей не хочуть переїжджати в регіон, де говорять на іншому діалекті.

### У психоаналізі
Ідентифікація у ширшому тлумаченні — це неусвідомлюване уподібнення зразкам та ідеалам, що дозволяє перебороти власну слабкість і почуття неповноцінності. У вужчому — це захист від об'єкта, що викликає страх, шляхом уподібнення йому; несвідоме уподібнення загрозливому об'єкту. Психоаналіз розглядає ідентифікацію як вихідну з дуже різних механізмів, підкреслюючи концепцію екземпляра Его, що конституює себе шляхом послідовних ототожнень, де найчастіше мають на увазі одну рису. У психоаналізі ідентифікація фігурує як важливий несвідомий процес, завдяки якому відбувається саморозвиток "Я" суб'єкта. Це несвідоме ототожнення, уподібнення себе іншій особистості, внаслідок чого з'являється наслідування в поведінці та ін. Ідентифікація є механізмом захисту психіки, яка міститься в несвідомому ототожненні об'єкта, що викликає тривогу або страх. Спочатку поняття було введене З.Фрейдом для інтерпретації явищ патологічної депресії, а пізніше — для аналізу сновидінь і деяких процесів, за допомогою яких маленька дитина засвоює зразки поведінки інших значимих для неї людей, формує «над-Я», приймає жіночу або чоловічу роль та ін.
Ідентифікація є протилежністю нарцисизму, відіграє величезну роль у поведінці та психічному житті; її психологічний зміст — у розширенні кола переживань, у збагаченні внутрішнього досвіду. Відома як перший прояв емоційної прихильності до іншої людини.
При класифікації за черговістю, виділяють первинну, вторинну, ситуативну ідентифікацію.

#### Фрейд
Феномен ідентифікації привернув увагу ще стародавніх філософів у контексті епосу та драми. У 1921 році Зигмунд Фрейд одним із перших використав поняття ідентифікації в його сучасному психологічному значенні.
Фрейд виділив кілька типів ідентифікації. Описана Фрейдом у «Психології мас і аналізі себе», зокрема в розділі 7, первинна ідентифікація є першим проявом прихильності до іншої людини.
3. Фрейд поділяв ідентифікацію на первинну (примітивна форма емоційної прив'язаності до матері) і вторинну (захисна форма, яка полягає у несвідомому уподібненні об'єкту, що викликає страх чи тривогу).
Первинна ідентифікація
Отже, ця первинна ідентифікація починається в дитинстві. Первинна ідентифікація — це первісна і примітивна форма емоційної прихильності до чогось або когось перед будь-якими стосунками з іншими особами чи об'єктами: «перша і найважливіша ідентифікація індивіда, його ідентифікація з батьком у його власній особистій передісторії... з батьками». Це означає, що коли дитина народилася, вона не здатна відрізнити себе від важливих інших людей. Дитина відчуває емоційну прив'язаність до батьків і сприймає їх як частину себе. "Груди — це частина мене, я — груди". В ідентифікації «его особистості намагається пристосуватися, щоб бути схожим на якесь інше его, діяти як воно, наслідувати його і певним чином взяти його в себе». Ідентифікація є однією з найважливіших форм об'єктних відносин у ранньому дитинстві; це також найперша та оригінальна форма емоційної взаємодії та важливий засіб навчання та духовного зростання.
Під час цього процесу ідентифікації діти несвідомо сприймають характеристики своїх батьків і починають асоціюватися з ними та копіювати їх поведінку. Фрейд зауважив, що ідентифікацію слід відрізняти від наслідування, яке є добровільним і свідомим актом. Через цей процес емоційної прив'язаності у дитини розвинеться супер-его, яке буде схоже на моральні цінності та принципи, за якими живуть батьки. Завдяки цьому процесу діти стають дуже схожими на своїх батьків.
Первинна ідентифікація є найбільш ранньою формою, і вона відбувається в той час, коли дитина ще не має уявлення про межі між собою і зовнішнім світом. Основою первинної ідентифікації є емоційне ставлення до об'єкта, як правило, до матері.
Вторинна ідентифікація

Згодом це «тотальне оволодіння об'єктом» поступається місцем ідентифікації вторинній, що відіграє роль захисного механізму, завдяки якому дитина справляється з занепокоєнням, викликаним загрозливим авторитетом, шляхом включення деяких аспектів його поведінки у власні дії. 
Вторинна ідентифікація "процес зв'язку та моделювання із зовнішнім об'єктом, чия ідентичність визнана відмінною від себе". Вторинна ідентифікація означає, що індивід ототожнює себе, наприклад, із втраченим об'єктом кохання чи ненависті. Ця форма ідентифікації — передісторія Едипового комплексу. Ця ідентифікація є амбівалентною, оскільки може виявлятися стосовно як улюбленої особи, так і в напрямку осіб ненависних або яким заздрить. Цей тип ідентифікації набуває особливе значення при засвоєнні дитиною заборон батьків, при формуванні в неї стійкості до спокус, при розвитку совісті.
Ідентифікація допомагає дитині подолати Едипів комплекс. Це відбувається до п'яти-шести років: дитина ніби вирішує проблему, ідентифікуючись з одним із батьків своєї статі. Іншими словами, неспроможний змінити ситуацію, що викликала зародження Едипового комплексу, і реалізувати нелюбов до батька, хлопчик намагається прийняти його позицію і стати схожим на нього.
Третім типом ідентифікації може бути, коли індивід може ідентифікувати себе з іншою людиною на основі якоїсь спільної характеристики; ідентифікація не повинна містити сексуальний або агресивний заряд.
Ідентифікація займає центральне місце в дитинстві та юності — его є підсумком «усіх ототожнень, які людина робить у роки свого становлення».
Нарцистична (вторинна) ідентифікація

Нарцистична ідентифікація — це форма ідентифікації після залишення або втрати об'єкта. Цей досвід втрати починається в дуже молодому віці. Приклад: носіння одягу чи прикрас померлої близької людини. У «Траурі та меланхолії» Фрейд, «показавши, що ототожнення є попередньою стадією вибору об'єкта», стверджував, що переживання втрати запускає регресивний процес.
Лакан у своїй теорії уявного розвинув останній пункт у свою точку зору про те, що «его утворено в своєму ядрі серією відчужуючих ототожнень» — це частина його опозиції до будь-якої концепції «автономного» та безконфліктного его.
Це процес самопроекування на «Я» втраченого сексуального об'єкта, коли відведене лібідо орієнтоване на «Я», але при цьому людина поводиться зі своїм «Я» як із залишеним об'єктом і направляє на «Я» амбівалентні імпульси, що включають, серед інших, агресивні компоненти.
Часткова (вторинна) ідентифікація 

Часткова ідентифікація заснована на сприйнятті особливої якості іншої людини. Ця якість або ідеал часто представлена в «фігурі лідера», з якою ототожнюють себе. Наприклад: молодий хлопець ідентифікує себе з сильними м'язами старшого сусідського хлопця. Окрім ідентифікації з лідером, люди ідентифікують себе з іншими, тому що відчувають, що між ними є щось спільне. Наприклад: група людей, які люблять однакову музику. Цей механізм відіграє важливу роль у формуванні груп. Це сприяє розвитку характеру, а Его формується шляхом ідентифікації з групою (групові норми). Часткова ідентифікація сприяє соціальному життю осіб, які зможуть ототожнюватись один з одним через цей спільний зв'язок, замість того, щоб вважати когось суперником.
Часткова ідентифікація та емпатія

Далі Фрейд вказав шлях, який «веде від ототожнення шляхом наслідування до емпатії, тобто до розуміння механізму, за допомогою якого ми можемо прийняти будь-яке ставлення до іншого психічного життя». Далі Отто Феніхель підкреслив, що «пробні ідентифікації з метою емпатії відіграють основну роль у нормальних об'єктних стосунках. Їх можна вивчати, особливо при аналізі методів роботи психоаналітиків». Теорія об'єктних відносин згодом підкреслить використання «пробної ідентифікації з пацієнтом під час сеансу» як частина зростаючої техніки аналізу з контрперенесення.

### Ідентифікація в дорослого суб'єкта
Стосовно дорослого суб'єкта ідентифікацію пов'язують з невротичним симптомом, при якому в суб'єкта — через бажання виявитися в положенні об'єкта — виникають хворобливі явища, характерні для останнього.
Важливість ідентифікації зменшується з віком, після того, як Едипів розвиток вирішується, і якщо людина в дорослому віці намагається відмовитися від власної ідентичності та поставити себе на позицію іншого й отримати через це задоволення, тоді ми повинні говорити про регресивну та патологічну ідентифікацію. У зрілому віці ідентифікація в основному є «тимчасовою, контрольованою та відбувається на службі его», і вона не намагається отримати емоційне задоволення, а має на меті отримати інформацію про іншу людину, засновану на досвіді, і зрозуміти її.
У психоаналітичній психології розвитку та теорії неврозів ідентифікація є найбільш зрілим із трьох процесів інтерналізації (включення, інтроєкції та ідентифікації). Вона передбачає зрілі, постійні об'єктні відносини. Залишкові амбівалентності та афекти можна терпіти, і не потрібно діяти деструктивно. Проективні спотворення сприйняття об'єкта майже не виникають. Саме на цьому рівні відбуваються зрілі любовні стосунки. Однак зрілі процеси інтерналізації також можуть функціонувати як процеси патологічного захисту. Це стосується так званих «зрілих психоневрозів» через ідентифікацію з формуванням істеричних симптомів. Прикладом цього є конверсійний розлад.

### Проективна ідентифікація
Ідентифікація також є одним із найбільш часто використовуваних захисних механізмів, однією з форм якої є проективна ідентифікація. Проективна ідентифікація, спочатку визначається як ідентифікація об'єкта після проекції — отже, як подвійний механізм проекції, а потім розпізнавання іншого. Це означає кілька застосувань цього поняття: передавати афективні, емоційні стани; проектування тривожного психічного змісту на іншу особу та контроль за допомогою цього змісту; проникнути всередину об'єкта, щоб заволодіти ним або принизити його.

### Анна Фрейд і ідентифікація з агресором
У своїй класичній книзі «Его та механізм захисту» Анна Фрейд представила «два оригінальні захисні механізми... обидва з яких стали класикою его-психології», один — альтруїстична капітуляція, інший — ідентифікація з агресором. Анна Фрейд зазначила, що ототожнення з батьківськими цінностями є нормальною частиною розвитку суперего; але що «якщо дитина впроваджує і докір, і покарання, а потім регулярно проектує це саме покарання на іншу, «тоді вона затримується на проміжній стадії розвитку суперего»».
Ця концепція також була використана в теорії об'єктних відносин, яка, зокрема, досліджувала, «як пацієнт іноді ставить аналітика в роль жертви, тоді як пацієнт виконує ідентифікацію з агресором» в аналітичній ситуації.

## У вивченні мистецтва
У рецепції мистецтва — наприклад, літератури чи кіно — ідентифікація носить тимчасовий характер і спрямована на персонажів твору.
Будь-яка ідентифікація не виникає через захоплення чи наслідування, але проста присутність людини неминуче призводить до того, що інший несвідомо ставиться до свого становища та ситуації. Емоції заразливі, і на це може бути кілька причин: у будь-якому випадку ми повинні самі будувати емоції іншої людини з ознак, які сприймаємо; дзеркальні нейрони, як мозкові спостережливі  дослідники, автоматично імітують поведінку інших і таким чином переносять їх у нашу психіку. Дзеркальні нейрони також забезпечують емпатію: окрім того, що наш мозок імітує дії іншого, і ми відчуваємо (несвідомо), що з іншою людиною відбувається. Емпатія має своє коріння в тілі.
Ототожнення з героєм художнього твору допомагає краще зрозуміти твір та викликає яскраві емоції, переживання. Через короткочасність періоду впливу на психіку людини фільмом, він створює слабший вплив.
Під час ідентифікації людина не просто відчуває ті самі емоції, що й герої історії, а ідентифікація не потребує симетрії чи дзеркального відображення емоційного стану. Наприклад, коли людина у фільмі жахів відчуває жах перед монстрами, це егоїстичне почуття; глядач фільму відчуває симпатію і жалість, тобто альтруїстичні почуття.